# Blasenbildende Autoimmundermatosen
Als blasenbildende Autoimmundermatosen bezeichnet man eine Gruppe von Hautkrankheiten, bei denen der Körper Antikörper gegen Strukturen in der Haut bildet, so dass sich die Haut löst und sich Blasen bilden. Diese Antikörper richten sich gegen Bestandteile der Oberhaut (Epidermis), die sogenannten Desmosomen, oder gegen Bestandteile der Basalmembran, die Oberhaut und Lederhaut voneinander trennt.

## Einteilung
Man unterscheidet folgende Untergruppen:

### Pemphigus-Erkrankungen
Die Antikörper richten sich gegen die Desmosomen der Epidermis, spezielle Proteinmoleküle, die die einzelnen Keratinozyten (Hornzellen) miteinander verbinden. Man unterscheidet hier noch den Pemphigus vulgaris, bei dem eher tiefe Epidermisschichten betroffen sind, so dass größere schlaffe Blasen entstehen, die etwas Flüssigkeit enthalten, den Pemphigus foliaceus, bei dem oberflächliche Epidermisschichten betroffen sind, so dass sich die Haut blätterteigartig ablöst und keine richtigen Blasen entstehen, sowie andere, sehr seltene Pemphigusformen. Pemphiguskrankheiten sind in Mitteleuropa sehr selten und betreffen hauptsächlich Patienten um die sechste Lebensdekade.

### Pemphigoid-Erkrankungen
Hier kommt es zum Kontaktverlust im Bereich der Basalmembran. Die Antikörper richten sich gegen die Hemidesmosomen, Proteinmoleküle, die die unterste Keratinozytenschicht mit der Basalmembran verbinden. Auch hier bilden sich Blasen, da die Blasendecke aber von der gesamten Oberhaut gebildet wird, sind die Blasen bei Pemphigoid-Erkrankungen straff und prall gefüllt. Die wichtigste Pemphigoiderkrankung ist das bullöse Pemphigoid, das wesentlich häufiger ist, als oft vermutet, da sich schon vor der Blasenentstehung viele Hautsymptome zeigen, die oft als Ekzem oder Schuppenflechte behandelt werden. Es gibt auch noch andere Formen des Pemphigoids, die jedoch seltener sind. In diese Gruppe fallen auch die lineare IgA-Dermatose und die Epidermolysis bullosa acquisita. Allen bisher genannten Erkrankungen ist – bis auf den M. herpetiformis Duhring – gemeinsam, dass in erster Linie IgG-Antikörper gebildet werden.

### Morbus Duhring / Dermatitis herpetiformis Duhring
Der Morbus Duhring nimmt eine Sonderstellung ein, da die Blasenbildung hier noch etwas tiefer stattfindet. Die bei diesem Krankheitsbild vorkommenden IgA-Typ Antikörper sind gegen die epidermale Transglutaminase gerichtet.
Hierbei treten besonders an den Streckseiten (Ellenbögen) feste Bläschen, Urticae und Papeln (Hautknötchen) auf.
Typisch ist der unerträgliche Juckreiz. Provoziert werden Schübe der Erkrankung durch Gluten (Gliadine) und Jod
(Seefisch).
Morbus Duhring ist die kutane Manifestation einer Zöliakie (Sprue, Gluten-Unverträglichkeit). Das heißt, nicht jede Sprue tritt mit Morbus Duhring auf, aber jeder mit Morbus Duhring hat eine Sprue. Diese muss jedoch klinisch nicht zwingend zu erkennen sein. Eine
lebenslange glutenfreie Diät stellt dennoch einen Grundpfeiler der Therapie dieser Erkrankung dar.

### Epidermolysis bullosa acquisita
Hier richten sich Antikörper gegen das Kollagen 7, ein langkettiges Protein, das die Basalmembran mit dem darunterliegenden Bindegewebe der Lederhaut verbindet. Die Erkrankung ist sehr selten. Die Blasen sind prall wie beim bullösen Pemphigoid, es kommt aber nur selten zur Entstehung von Blasen, sondern oft zu anderen Symptomen wie verletzlicher Haut und Störungen an den Nägeln.

## Diagnostik
Bei den blasenbildenden Autoimmundermatosen weist man die Bindung der Antikörper in der Haut nach. Dabei wird eine kleine Probe nicht befallener Haut gewonnen und mit einem speziellen Fluoreszenzfarbstoff bearbeitet, der sich an die Antikörper bindet. Dann schaut man den Hautschnitt mit einem Fluoreszenzmikroskop an, um das Verteilungsmuster der Antikörper anzuschauen. So findet sich z. B. bei Pemphiguserkrankungen eine netzartige Ablagerung in der Epidermis, während bei Pemphigoiderkrankungen die Antikörper in einer Linie an der Basalmembran zu finden sind. Diesen Nachweis der Antikörper direkt im Gewebe bezeichnet man auch als direkte Immunfluoreszenz.
Möchte man die Antikörper im Blut nachweisen, kann man sie im Serum markieren und dann auf speziell vorbereitete Gewebsschnitte tierischen und menschlichen Ursprungs auftragen. Hierbei gelingt der Nachweis einer blasenbildenden Autoimmundermatose nicht immer. Der Vorteil ist einerseits, dass eine Serumprobe wesentlich leichter zu gewinnen ist als eine Hautprobe, sich auch leichter verschicken lässt und zudem an speziell aufbereiteter Haut auch eine Unterscheidung von Pemphigoid und Epidermolysis bullosa möglich ist. Man spricht hier auch von der indirekten Immunfluoreszenz.
Die Krankheitsaktivität lässt sich zudem noch mittels eines ELISA in einigen Fällen genauer nachverfolgen.

### Therapie
Wie bei vielen Autoimmunkrankheiten erfolgt auch hier die Therapie mit Medikamenten, die das Immunsystem schwächen müssen. Hierbei kommen neben Cortisonpräparaten auch Mittel wie Azathioprin, Dapson oder Mycophenolatmofetil zum Einsatz. In schweren Fällen können die Antikörper auch mittels einer Art von Blutwäsche (Immunadsorption) aus dem Blut entfernt werden. Hierbei kann es auch notwendig sein andere Medikamente zu geben, um die Neubildung von Antikörpern zu vermeiden.